# TJ 트리니다드
TJ 트리니다드(TJ Trinidad, 1976년 1월 22일~)는 필리핀의 배우이다.

## 출연 작품
- 찰나의 순간을 영원으로(2018)
- 블리스(2017)
- 워킹 벡스(2016)
- 슬립리스(2015)
- 사나 다티(2013)
- 더 로드(2011)
- 데드라인: 더 리전 오브 임퓨니티(2011)
- 뷰티 퀸(2010)
- 페이션트 X(2009)